# Reliquienkreuz (London)

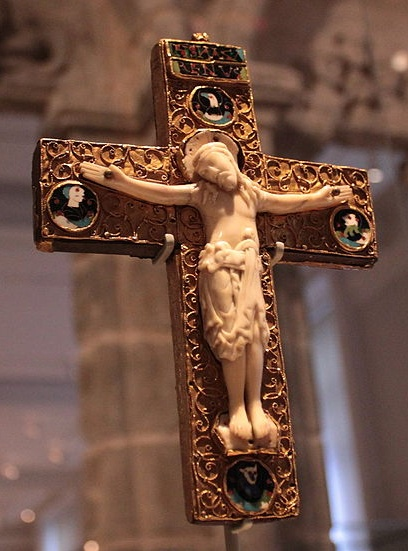
Reliquienkreuz

Das Reliquienkreuz des Victoria and Albert Museum (Inventarnummer 7943-1862) ist ein Reliquiar in Kreuzform. Das aus Zedernholz gefertigte Kreuz ist mit kunstvoll verziertem Goldblech überzogen. Auf ihm ist ein Kruzifixus aus Walrosszahn sowie die Evangelisten und die Kreuzinschrift als Zellenschmelze angebracht. Das Kreuz ist 18,5 Zentimeter groß und enthielt einen weiblichen Zeigefinger, wobei die fragmentarisch erhaltene Inschrift auf den Kreuzseiten Reliquien des Heiligen Kreuzes und weiterer Heiliger erwähnt. Der Entstehungsort ist unbekannt, wobei der Kruzifixus eines der wenigen erhaltenen Zeugnisse angelsächsischer Kunst vor der normannischen Eroberung ist. Das Kreuz wird auf das 10. Jahrhundert datiert, der Kruzifixus ist vermutlich älter. Die Goldbearbeitung weist deutliche deutsch-ottonische Einflüsse auf, teilweise wird eine Entstehung des Kreuzes in Nordwestdeutschland erwogen.
Das Kreuz tauchte im 19. Jahrhundert im Kunsthandel auf und kam über eine Privatsammlung ins Victoria and Albert Museum in London.